# Sant Salvador de les Espases
Sant Salvador de les Espases és una capella del municipi d'Esparreguera. Està situada dalt d'un espadat aïllat, al punt de confluència entre els bisbats de Sant Feliu i Vic i dels termes municipals d'Esparreguera, Olesa de Montserrat i Vacarisses. Documentada a partir el segle xiv, era l'antiga capella del Castell de les Espases, documentat des de l'any 985, i del qual només en resta el basament d'una torre circular. Està declarada bé cultural d'interès nacional.
Com a cim de 413 metres, està inclòs al llistat dels 100 cims de la FEEC.

## Descripció
Està situat sobre el Congost del Cairat, a l'esquerra del riu, dalt d'una aresta espadada transversal al Llobregat. Queden, però, tan sols uns pocs vestigis al capdamunt de la roca més alta: una paret que ressegueix el seu perfil superior i part d'una mitja torre o bestorre a llevant. Són construïdes amb petits carreus o llambordes travats amb morter, molt abundant en un conglomerat que s'adhereix als sortints i prominències de la roca. Probablement daten dels primers temps del castell, no més tard del segle x. La capella de Sant Salvador de les Espases té una estructura que ens indica que, malgrat es devia aixecar en època gòtica, respon a una reforma del segle xvi. Està situada a ponent, en un lloc a redós, i conserva en la paret de migdia restes d'un paredat romànic de grans carreus que deu correspondre també a l'obra del castell de les Espases i que es podria datar cap al segle xii. Té una sola nau, de volta baixa, i l'absis quadrangular.

## Història
El castell fou venut pel comte Borrell al seu fidel Guillem, de l'estirp dels Gurb-Queralt, en una data que s'hauria de situar a partir de 966 i abans del 985. El comte i la seva muller Letgarda vengueren també a Guillem el castell d'Esparreguera, amb el qual formarà una mateixa senyoria. El setembre del 985, Guillem, que havia acudit a la defensa de Barcelona on la seva muller, Emma, fou presonera per Almansor, donà a la seu de Vic els seus castells de les Espases i d'Esparreguera. En acabar la contesa Guillem es lliurava ell mateix i gran part dels seus béns, entre els que hi havia aquests castells, a Sant Pere de Vic. Mort Guillem, el 933, el bisbe Arnulf de Vic, amb la seva canònica bescanvià amb Sendred de Gurb els castells de les Espases i d'Esparreguera per l'alou de Sant Boi de Lluçanès. En endavant els Gurb-Queralt serien senyors de les Espases i d'Esparreguera, fins que a la fi del segle xii pervingué als Cardona, que hi tingueren com a feudatari Ramon de Guàrdia i posteriorment el seu fill, Guillem de Claramunt.
Una llegenda vincula aquest castell a una batalla que hi hauria lliurat el comte de Barcelona Ramon Borrell, l'any 1003, contra els sarraïns: per ajudar al comte, Déu va enviar des del cel una pluja d'espases. En realitat, el toponímic de les Espases prové pel terreny accidentat on es troba el castell.
Al començament del segle xiv els castells foren venuts i anaren a parar a diverses mans fins que el 1351 els adquirí el monestir de Santa Maria de Montserrat, que en conservà la senyoria fins al 1836. L'església de Sant Salvador no és documentada fins al segle xiv. Va ser reformada al segle xvi. L'any 1924 va ser restaurada i es tornà a restaurar l'any 1985. El 27 de maig de 2024 se'n va enfonsar part del sostre.